# Raphael Saadiq
Raphael Saadiq, de son vrai nom Charlie Ray Wiggins (né le 14 mai 1966, à Oakland, Californie), est un auteur-compositeur-interprète et producteur de musique américain. Il est associé au mouvement neo soul.

## Biographie
Raphael Saadiq fait ses débuts en musique à l'âge de six ans. Durant les années 1980 et 1990, il joue de la basse dans son école et à l'église.
C'est en devenant chanteur et principal producteur dans le trio de Tony! Toni! Toné! qu'il se fait un nom, participant à la création d'un véritable mouvement musical : le new jack swing avec d'autres artistes comme Guy, Bobby Brown ou encore Teddy Riley. Il chante alors sous son vrai nom, et est accompagné par son frère D'wayne Wiggins, et son cousin Timothy Christian. Il adopte le nom de Raphael Saadiq dans le milieu des années 1990.
Il forme quelques années plus tard le groupe Lucy Pearl avec Ali Shaheed Muhammad (membre et producteur du groupe A Tribe Called Quest) et Dawn Robinson (ancienne chanteuse du groupe En Vogue), groupe avec lequel il connaît le succès, notamment avec le tube Don't Mess with My Man
Son premier album solo, sorti en 2002 et intitulé Instant Vintage, lui rapporte cinq nominations aux Grammy Awards.
En 2008, rompant avec l'approche contemporaine adoptée jusqu'alors, Raphael Saadiq sort l'album revival, The Way I See It, calqué sur les grands classiques soul des années 1960 et 1970.
En 2011, il rejoint Lenny Kravitz lors d'une tournée.
En 2012 et 2013, il participe aux sessions d'enregistrement du nouvel album d'Elton John The Diving Board, en devenant le bassiste du trio piano-basse-batterie.

## Discographie

### Singles
- 1995 : Ask Of You
- 1999 : Get Involved (ft. Q-Tip)
- 2002 : Be Here (ft. D'Angelo)
- 2002 : Still Ray
- 2004 : Rifle Love (ft. Lucy Pearl & Tony! Toni! Toné!)
- 2004 : Chic Like You (ft. Alliebaba)
- 2005 : I Want You Back (ft. Teedra Moses)
- 2008 : Love That Girl
- 2009 : 100 Yard Dash
- 2011 : Radio
- 2019 : Something Keeps Calling

### Autres participations
- 2012 : Chimes of Freedom: Songs of Bob Dylan Honoring 50 Years of Amnesty International. Reprise de Leopard-Skin Pill-Box Hat de Bob Dylan

## Productions
- Elton John : The Diving Board
- Otis & Shugg : We Can Do Whatever
- Tony! Toni! Toné!
- Lucy Pearl : Lucy Pearl
- Joi : Star Kitty's Revenge
- Teedra Moses : Complex Simplicity
- Devin the Dude : Just Tryin' ta Live
- D'Angelo : Brown Sugar, Voodoo
- Ginuwine : Life
- Kenny Lattimore : Weekend
- Bilal : 1st Born Second
- Total : Total
- Soul Food (OST)
- Ride: Music from Dimension (OST)
- P.J.'s (OST)
- Baby Boy (OST) : Just a Man
- Docteur Dolittle 2 (OST)
- Brown Sugar (OST)
- Deliver Us from Eva (OST)
- Love and Basketball (OST)
- Whitney Houston : Greatest Hits
- Higher Learning (OST) : Ask of You
- Solo': 4 Bruthas and a Bass
- The Roots : Illadelph Halflife
- Willie Max : Boni Fide
- Roots Manuva : Badmeaningood, Vol. 2
- Marcus Miller : M²
- Truth Hurts : Ready Now
- Joi : Tennessee Slim Is the Bomb
- 2Pac : Loyal to the Game
- Save the Last Dance (OST)
- Nappy Roots : Wooden Leather
- Kelis : Tasty
- DJ Quik : Balance & Options
- Luv Collection: Smooth Luv (compilation)
- Grammy R&B/Rap Nominees 2001 (compilation)
- Essence of Soul 2002 (compilation)
- Nu Soul Spirit (compilation)
- 360 Urban Groove (compilation)
- Soho Lounge (compilation)
- Roy Tyler & New Dire Three Way Calling
- Earth, Wind and Fire : Illumination
- Bizarre : Hannicap Circus
- Baby Jaymes : Ghetto Retro
- Jill Scott : Beautifully Human Words & Sounds Vol.2
- Joss Stone : Tell Me What We're Gonna Do Now
- Luniz : Jus' Me and U

## Filmographie
- 2016 : Luke Cage - saison 1, épisode 1 : lui-même

## Distinction

### Nomination
- Golden Globes 2021 : Meilleure chanson originale : Tigress & Tweed pour Billie Holiday : Une affaire d'État[1]